# Biroa maculiventris
Biroa maculiventris är en insektsart som beskrevs av Bolívar, I. 1911. Biroa maculiventris ingår i släktet Biroa och familjen vårtbitare. Inga underarter finns listade i Catalogue of Life.